# Список населённых пунктов муниципального округа Зарайск
В списке представлены населённые пункты города областного подчинения Зарайска с административной территорией (бывшего Зарайского района) и городского округа Зарайск (бывшего Зарайского муниципального района) Московской области и их принадлежность к бывшим муниципальным образованиям (1 городскому и 4 сельским поселениям). Перечень населённых пунктов, их наименование и вид даны в соответствии с Законом Московской области от 28.02.2005 № 63/2005-ОЗ «О статусе и границах Зарайского муниципального района и вновь образованных в его составе муниципальных образований».
После преобразования Зарайского района в городской округ с целью исключения наличия у двух одноимённых населённых пунктов одинаковых категорий постановлением Губернатора Московской области № 200-ПГ от 8 мая 2018 года деревня Алтухово бывшего сельского поселения Каринское преобразована в село.
В городе областного подчинения Зарайска с административной территорией и городском округе Зарайск 125 населённых пунктов (1 город, 4 посёлка, 6 сёл и 114 деревень):
| №   | Населённый пункт                             | Тип     | Население | бывшее муниципальное образование |
| --- | -------------------------------------------- | ------- | --------- | -------------------------------- |
| 1   | Авдеево                                      | деревня | ↗977      | сельское поселение Каринское     |
| 2   | Авдеевские Выселки                           | деревня | ↘0        | сельское поселение Каринское     |
| 3   | Алтухово                                     | деревня | ↘36       | сельское поселение Гололобовское |
| 4   | Алтухово                                     | село    | ↘57       | сельское поселение Каринское     |
| 5   | Алферьево                                    | деревня | ↗679      | сельское поселение Струпненское  |
| 6   | Апонитищи                                    | деревня | ↘92       | сельское поселение Гололобовское |
| 7   | Аргуново                                     | деревня | →1        | сельское поселение Машоновское   |
| 8   | Астрамьево                                   | деревня | ↗25       | сельское поселение Гололобовское |
| 9   | Бавыкино                                     | деревня | ↗9        | сельское поселение Гололобовское |
| 10  | Баребино                                     | деревня | ↘4        | сельское поселение Машоновское   |
| 11  | Березники                                    | деревня | ↘0        | сельское поселение Каринское     |
| 12  | Беспятово                                    | деревня | ↗344      | сельское поселение Гололобовское |
| 13  | Болваньково                                  | деревня | →1        | сельское поселение Каринское     |
| 14  | Болотня                                      | деревня | ↘5        | сельское поселение Струпненское  |
| 15  | Большие Белыничи                             | деревня | ↗192      | сельское поселение Каринское     |
| 16  | Большое Еськино                              | деревня | ↗9        | сельское поселение Гололобовское |
| 17  | Борисово-Околицы                             | деревня | ↗55       | сельское поселение Гололобовское |
| 18  | Бровкино                                     | деревня | ↘0        | сельское поселение Струпненское  |
| 19  | Великое Поле                                 | деревня | ↗106      | сельское поселение Машоновское   |
| 20  | Верхнее Вельяминово                          | деревня | ↘1        | сельское поселение Гололобовское |
| 21  | Верхнее Плуталово                            | деревня | ↘10       | сельское поселение Гололобовское |
| 22  | Верхнее-Маслово                              | деревня | ↘61       | сельское поселение Струпненское  |
| 23  | Веселкино                                    | деревня | →0        | сельское поселение Каринское     |
| 24  | Воронино                                     | деревня | ↗58       | сельское поселение Гололобовское |
| 25  | Гололобово                                   | деревня | ↘1088     | сельское поселение Гололобовское |
| 26  | Гремячево                                    | деревня | →2        | сельское поселение Машоновское   |
| 27  | Давыдово                                     | деревня | ↘5        | сельское поселение Каринское     |
| 28  | Даровое                                      | деревня | ↗3        | сельское поселение Струпненское  |
| 29  | Добрая Слободка                              | деревня | ↘5        | сельское поселение Каринское     |
| 30  | Дубакино                                     | деревня | ↘3        | сельское поселение Машоновское   |
| 31  | Дятлово-1                                    | деревня | ↘2        | сельское поселение Струпненское  |
| 32  | Дятлово-2                                    | деревня | ↘11       | сельское поселение Струпненское  |
| 33  | Дятлово-3                                    | деревня | ↘92       | сельское поселение Каринское     |
| 34  | Ерново                                       | деревня | ↗788      | сельское поселение Гололобовское |
| 35  | Жемово                                       | село    | ↘32       | сельское поселение Струпненское  |
| 36  | Жилконцы                                     | деревня | ↘72       | сельское поселение Гололобовское |
| 37  | Журавна                                      | деревня | ↘820      | сельское поселение Струпненское  |
| 38  | Зайцево                                      | деревня | ↗39       | сельское поселение Струпненское  |
| 39  | Замятино                                     | деревня | ↘2        | сельское поселение Гололобовское |
| 40  | Зарайск                                      | город   | ↘20 383   | городское поселение Зарайск      |
| 41  | Зарайский                                    | посёлок | ↘672      | сельское поселение Каринское     |
| 42  | Зимёнки-1                                    | деревня | ↘247      | сельское поселение Каринское     |
| 43  | Злыхино                                      | деревня | ↘6        | сельское поселение Гололобовское |
| 44  | Иванчиково                                   | деревня | ↗116      | сельское поселение Струпненское  |
| 45  | Иваньшево                                    | деревня | ↘0        | сельское поселение Струпненское  |
| 46  | Ивашково                                     | деревня | ↘6        | сельское поселение Каринское     |
| 47  | Ильицино                                     | деревня | ↘6        | сельское поселение Гололобовское |
| 48  | Истоминка                                    | деревня | ↘22       | сельское поселение Струпненское  |
| 49  | Карино                                       | деревня | ↘209      | сельское поселение Каринское     |
| 50  | Карманово                                    | деревня | ↗21       | сельское поселение Каринское     |
| 51  | Клепальники                                  | деревня | →0        | сельское поселение Гололобовское |
| 52  | Клин-Бельдин                                 | деревня | ↗67       | сельское поселение Гололобовское |
| 53  | Кобылье                                      | деревня | ↘31       | сельское поселение Каринское     |
| 54  | Козловка                                     | деревня | ↘196      | сельское поселение Гололобовское |
| 55  | Комово                                       | деревня | ↘9        | сельское поселение Струпненское  |
| 56  | Косовая                                      | деревня | ↗15       | сельское поселение Струпненское  |
| 57  | Крутой Верх                                  | деревня | ↘14       | сельское поселение Каринское     |
| 58  | Кувшиново                                    | деревня | ↗25       | сельское поселение Каринское     |
| 59  | Кудиново                                     | деревня | ↗9        | сельское поселение Каринское     |
| 60  | Куково                                       | деревня | ↗76       | сельское поселение Каринское     |
| 61  | Латыгори                                     | деревня | →6        | сельское поселение Каринское     |
| 62  | Летуново                                     | деревня | ↗844      | сельское поселение Каринское     |
| 63  | Логвёново                                    | деревня | ↘8        | сельское поселение Каринское     |
| 64  | Макеево                                      | село    | ↗1413     | сельское поселение Каринское     |
| 65  | Малое Еськино                                | деревня | →6        | сельское поселение Гололобовское |
| 66  | Малые Белыничи                               | деревня | ↗5        | сельское поселение Каринское     |
| 67  | Маркино                                      | деревня | ↗13       | сельское поселение Машоновское   |
| 68  | Масловский                                   | посёлок | ↗1187     | сельское поселение Гололобовское |
| 69  | Машоново                                     | деревня | ↗52       | сельское поселение Машоновское   |
| 70  | Мендюкино                                    | деревня | ↘1375     | сельское поселение Машоновское   |
| 71  | Михалёво                                     | деревня | ↘13       | сельское поселение Струпненское  |
| 72  | Мишино                                       | деревня | ↗13       | сельское поселение Гололобовское |
| 73  | Моногарово                                   | деревня | ↘89       | сельское поселение Струпненское  |
| 74  | Назарьево                                    | деревня | ↘7        | сельское поселение Струпненское  |
| 75  | Нижнее Вельяминово                           | деревня | ↘15       | сельское поселение Гололобовское |
| 76  | Нижнее Плуталово                             | деревня | →0        | сельское поселение Гололобовское |
| 77  | Никитино                                     | деревня | ↗15       | сельское поселение Каринское     |
| 78  | Никольское                                   | деревня | ↘2        | сельское поселение Струпненское  |
| 79  | Новая Деревня                                | деревня | ↗21       | сельское поселение Струпненское  |
| 80  | Новоселки                                    | деревня | ↘354      | сельское поселение Гололобовское |
| 81  | Овечкино                                     | деревня | ↗105      | сельское поселение Машоновское   |
| 82  | Озерки                                       | деревня | ↘3        | сельское поселение Струпненское  |
| 83  | Отделения 2 совхоза «Зарайский»              | посёлок | ↗185      | сельское поселение Каринское     |
| 84  | Пенкино                                      | деревня | ↗16       | сельское поселение Гололобовское |
| 85  | Перепёлкино                                  | деревня | ↘8        | сельское поселение Каринское     |
| 86  | Пески                                        | деревня | ↗2        | сельское поселение Струпненское  |
| 87  | Печерники                                    | деревня | ↘191      | сельское поселение Каринское     |
| 88  | Потлово                                      | деревня | ↘1        | сельское поселение Машоновское   |
| 89  | Пронюхлово                                   | деревня | ↗53       | сельское поселение Машоновское   |
| 90  | Протекино                                    | село    | ↗689      | сельское поселение Машоновское   |
| 91  | Прудки                                       | деревня | ↗7        | сельское поселение Гололобовское |
| 92  | Пыжово                                       | деревня | ↘106      | сельское поселение Каринское     |
| 93  | Радушино                                     | деревня | ↘19       | сельское поселение Машоновское   |
| 94  | Рассохты                                     | деревня | ↘11       | сельское поселение Гололобовское |
| 95  | Ратькино                                     | деревня | ↗5        | сельское поселение Машоновское   |
| 96  | Рожново                                      | деревня | ↗21       | сельское поселение Каринское     |
| 97  | Рябцево                                      | деревня | ↘0        | сельское поселение Каринское     |
| 98  | Саблино                                      | деревня | ↗98       | сельское поселение Каринское     |
| 99  | Секирино                                     | деревня | ↗42       | сельское поселение Машоновское   |
| 100 | Ситьково                                     | деревня | ↗5        | сельское поселение Гололобовское |
| 101 | Слепцово                                     | деревня | ↘7        | сельское поселение Гололобовское |
| 102 | Солопово                                     | деревня | ↘91       | сельское поселение Машоновское   |
| 103 | Сохино                                       | деревня | ↗12       | сельское поселение Каринское     |
| 104 | Спас-Дощатый                                 | село    | ↗7        | сельское поселение Машоновское   |
| 105 | Староподастрамьево                           | деревня | ↗10       | сельское поселение Гололобовское |
| 106 | Старо-Подгороднее                            | деревня | ↗49       | сельское поселение Гололобовское |
| 107 | Столпово                                     | деревня | ↗12       | сельское поселение Гололобовское |
| 108 | Струпна                                      | деревня | ↘17       | сельское поселение Струпненское  |
| 109 | Татины                                       | деревня | ↘1        | сельское поселение Струпненское  |
| 110 | Титово                                       | деревня | ↗49       | сельское поселение Машоновское   |
| 111 | Трасна                                       | деревня | ↗36       | сельское поселение Машоновское   |
| 112 | Требовое                                     | деревня | ↗6        | сельское поселение Каринское     |
| 113 | Трегубово                                    | деревня | ↘13       | сельское поселение Струпненское  |
| 114 | Федоровка                                    | деревня | ↗21       | сельское поселение Струпненское  |
| 115 | Филипповичи                                  | деревня | ↘14       | сельское поселение Гололобовское |
| 116 | Хлопово                                      | деревня | ↘63       | сельское поселение Струпненское  |
| 117 | Центральной усадьбы совхоза «40 лет Октября» | посёлок | ↘1001     | сельское поселение Машоновское   |
| 118 | Черемошня                                    | деревня | ↘7        | сельское поселение Струпненское  |
| 119 | Чернево                                      | деревня | ↗155      | сельское поселение Машоновское   |
| 120 | Чирьяково                                    | деревня | →12       | сельское поселение Гололобовское |
| 121 | Чулки-Соколово                               | село    | ↘1235     | сельское поселение Струпненское  |
| 122 | Шарапово                                     | деревня | ↘2        | сельское поселение Машоновское   |
| 123 | Широбоково                                   | деревня | ↘5        | сельское поселение Гололобовское |
| 124 | Шистово                                      | деревня | →0        | сельское поселение Струпненское  |
| 125 | Якшино                                       | деревня | ↘4        | сельское поселение Струпненское  |